# Доблей
Доблей  (англ. Dhobley) — город на юго-западе Сомали на небольшом удалении от границы с Кенией. Находится в провинции Нижняя Джубба на шоссе A3 между столицей Джубаленда портом Кисмайо к кенийскому городу Дадааб, к району сосредоточения сомалийских беженцев.

## История
После того, как началась Гражданская война в Сомали, Доблей превратился в перевалочный пункт беженцев, пытающихся перейти границу с Кенией, где были организованы лагеря для беженцев.
С начала 2007 года Кения закрыла границу с Сомали, опасаясь вторжения вооружённых отрядов исламистов, перемешанных с беженцами. После этого последовало выдворение тысяч беженцев из Кении в Доблей, которые получили статус Внутренне перемещённые лица. 2 марта 2008 года Доблей атаковала американская авиация, которая вела борьбу против активистов организации аль-Каеда. Погибло по меньшей мере 4 человека, и около 20 было ранено.
Согласно сайту w.ethnia.org, с 25 декабря 2010 по 12 марта 2011 (77 дней) регионом Доблея управлял эмир Ибрагим аль-Афгани, находившийся в подчинении Усамы бен Ладена. В начале апреля 2011 года город был взят бойцами движения Раскамбони, после чего в Доблей направились представители прямо перед этим провозглашённой в Найроби «администрации Азании», однако отношения между нею и Раскамбони сложились натянутые.
17 октября 2011 года Доблей заняли войска кенийской армии. Причиной послужили инциденты с похищением заложников в лагерях беженцев на территории Кении, ответственность за которые была возложена на Харакат аш-Шабаб (см. подробно Операция Линда Нчи).